# Port lotniczy Sziraz
Port lotniczy Sziraz (IATA: SYZ, ICAO: OISS) – międzynarodowy port lotniczy położony w Sziraz, w prowincji Fars, w Iranie.

## Linie lotnicze i kierunki lotów

### Kierunki lotów regularnych
| Linia lotnicza    | Kierunek                                      |
| ----------------- | --------------------------------------------- |
| Austrian Airlines | 1. Wiedeń-Schwechat (do 15 października 2018) |